# 唐太平
唐太平（1955年—），湖南祁东人，汉族，中华人民共和国政治人物、第十一届全国人民代表大会解放军代表。
毕业于后勤指挥学院后勤指挥专业，是中共党员。担任广州军区联勤第二十分部部长。2008年起担任全国人大代表。